# Drážovce
Drážovce (in tedesco Dahowitz, in ungherese Darázsi) è un comune della Slovacchia facente parte del distretto di Krupina, nella regione di Banská Bystrica.